# Pata Pata
Pata Pata è un singolo della cantante sudafricana Miriam Makeba, pubblicato nel novembre 1967 come estratto dall'album omonimo.

## Descrizione
Il brano, scritto in lingua Xhosa, parla di una danza tradizionale del Sudafrica il cui significato è "tocca tocca". Il brano era stato composto da Dorothy Masuka ed eseguito da Miriam Makeba nel 1957. La canzone fu incisa negli Stati Uniti d'America nel 1967 nella versione scritta da Miriam Makeba e Jerry Ragovoy. In Italia fu incisa nel 1968 da Marita (Maria Rita Mammolotti) e nel 1993 è stata eseguita all'interno della trasmissione televisiva Non è la RAI, inizialmente dalla cantante Anna Maria Di Marco e interpretata sul palco da Cristina Quaranta, inserita nella compilation Non è la Rai sTREnna, successivamente ripreso in versione dance da Francesca Pettinelli ed inserita nel suo album da solista Dance with Francesca.